# Piotr Olenderek
Piotr Olenderek (ur. 18 kwietnia 1989 w Żyrardowie) – polski trener siatkarski. Od listopada 2017 r. do dnia 25 lutego 2019 r. był trenerem drużyny Ligi Siatkówki Kobiet, LTS Legionovia Legionowo.
Przez cztery lata pełnił rolę drugiego trenera i scoutmana w Legionovii. Pracował także w żeńskiej sekcji AZS Politechniki Warszawskiej. Od lipca 2016 roku był asystentem trenera Piotra Mateli w Atomie Treflu Sopot. Od marca 2017 do końca sezony 2017/2018 prowadził zespół z Sopotu jako pierwszy trener.
Odbył staże z męskimi reprezentacjami Polski A i B, współpracując między innymi z Andreą Anastasim czy Radosławem Panasem. Od 2013 roku pracuje przy kadrze narodowej kobiet, z którą w roli statystyka wywalczył złoty medal mistrzostw Europy kadetek, a na mistrzostwach świata juniorek zajął 7. miejsce. Od 2016 roku szkoleniowiec współpracuje z selekcjonerem seniorskiej reprezentacji Polski, Jackiem Nawrockim.
Jego bratem jest siatkarz Maciej Olenderek. W 2018 roku wziął ślub z siatkarką Beatą Mielczarek. Do 2019 roku w drużynie DPD Legionovia Legionowo. Po jego odejściu z klubu jego żona dograła końcówkę sezonu.

## Sukcesy trenerskie
Mistrzostwa Europy Kadetek:
- 2013